# Лаурит
Лаури́т — непрозрачный чёрный металлический минерал, сульфид рутения с формулой: RuS 2. Кристаллизуется в изометрической системе. Находится в структурной группе пирита.

## Свойства
Лаурит имеет твёрдость по Моосу 7,5 и удельный вес 6,43. Он может содержать осмий, родий, иридий и железо, заменяющие рутений.
Синтетический RuS 2 является высокоактивным катализатором гидродесульфурации .

## Открытие
Минерал был обнаружен в 1866 году на Борнео, Малайзия, Вёлером (Wöhler) и назван по имени Лауры Р. Джой, жены американского химика из Колумбийского университета Чарльза А. Джоя.

## Распространение
Минерал встречается в ультрамафических отложениях магматических кумулятов и отложений осадочных россыпей, полученных из них. Часто связан с куперитом, браггитом, сперрилитом, другими минералами элементов платиновой группы и хромитом. Встречается редко, хотя по всему миру.